# Tổ hợp (toán học)
Trong toán học, tổ hợp là cách chọn những phần tử từ một nhóm lớn hơn mà không phân biệt thứ tự. Trong những trường hợp nhỏ hơn có thể đếm được số tổ hợp. Ví dụ cho ba loại quả, một quả táo, một quả cam và một quả lê, có ba cách kết hợp hai loại quả từ tập hợp này: một quả táo và một quả lê; một quả táo và một quả cam; một quả lê và một quả cam. Theo định nghĩa, tổ hợp chập k của n phần tử là một tập con của tập hợp mẹ S chứa n phần tử, tập con gồm k phần tử riêng biệt thuộc S và không sắp thứ tự. Số tổ hợp chập k của n phần tử bằng với hệ số nhị thức.
{\displaystyle {\binom {n}{k}}={\frac {n(n-1)\ldots (n-k+1)}{k(k-1)\dots 1}},}
Công thức trên có thể viết dưới dạng giai thừa {\displaystyle {\frac {n!}{k!(n-k)!}}}, trong đó {\displaystyle k\leq n}, và kết quả là 0 khi {\displaystyle k>n}. Tập hợp tất cả các tổ hợp chập k của tập S thường được ký hiệu là {\displaystyle {\binom {S}{k}}\,}.
Các tổ hợp có thể là tổ chập gồm k phần từ khác nhau lấy từ n phần tử có sự lặp lại hoặc không có sự lặp lại. Như ví dụ nêu phía trên thì không có sự lặp lại. Tuy nhiên, vẫn có thể chọn 2 quả của cùng một loại quả trong ví dụ trên, nếu vậy ta sẽ có thêm 3 tổ hợp nữa: một cặp với hai quả táo, một cặp với hai quả cam và một cặp với hai quả lê.
Với những tập hợp lớn hơn, cần phải sử dụng những công thức toán học phức tạp hơn để tìm số tổ hợp. Ví dụ, sấp bài 5 lá có thể gọi là tổ chập 5 (k = 5) lá bài từ 52 lá bài (n = 52). Sấp 5 lá bài hoàn toàn khác biệt nhau và thứ tự của các lá bài không quan trọng. Vậy ta sẽ có 2.598.960 tổ chập như vậy, xác suất để rút một sấp bài 5 lá một cách ngẫu nhiên là 1 / 2.598.960.